# 요크셔험버

요크셔험버

요크셔험버(Yorkshire and the Humber)는 잉글랜드의 지역 중 하나로 면적은 15,420km2, 인구는 5,284,000명(2011년 기준), 인구 밀도는 340명/km2이다.

## 행정 구역
- 사우스요크셔주
  - 반즐리 도시 자치구
  - 동커스터 도시 자치구
  - 로더럼 도시 자치구
  - 셰필드
- 웨스트요크셔주
  - 시티오브웨이크필드
  - 커클리스
  - 콜더데일
  - 시티오브브래드퍼드
  - 시티오브리즈
- 노스요크셔주
  - 요크
- 이스트라이딩오브요크셔주
  - 킹스턴어폰헐
- 링컨셔주
  - 노스링컨셔
  - 노스이스트링컨셔